# Sant'Antonino (Ticino)
Sant'Antonino és un municipi del cantó de Ticino (Suïssa), situat al districte de Bellinzona.